# Chicago Outfit
The Chicago Outfit (også kendt som the Outfit, Chicago Mafia, South Side Gang og The Organization) er en italiensk-amerikansk kriminel gruppering eller mafiaorganisation baseret i Chicago i Illinois. Organisation blev grundlagt i 1910'erne området South Side i Chicago og er en del af den amerikanske mafia.
The Outfit opnåede stor indflydelse i 1920'erne under ledelse af Johnny Torrio og Al Capone i en periode, der var kendetegnet ved blodige opgør med rivaliserende kriminelle grupper om kontrollen med fremstilling, smugleri og handel med ulovlig spiritus under forbudstiden. Efter ophævelsen af spiritusforbuddet i 1933 har the Outfit været involveret i en række kriminelle aktiviteter, såsom lånehajvirksomhed, ulovligt spil, prostitution, afpresning, politisk korruption og drab.
Selvom the Outfit ikke har et fuldstændigt monopol på organiseret kriminalitet i Chicago, har organisationen længe været den største, mest magtfulde og voldelige kriminelle organisation i Chicago og i Midtvesten. I modsætning til andre mafiagrupperinger, såsom De fem familier i New York City, har the Outfit siden sin grundlæggelse været én samlet organisation. På højden af sin indflydelse havde the Outfit aktiviteter, der strakte sig til Californien, Florida og Nevada og organisationen er i dag fortsat aktiv i Midtvesten og i det sydlige Florida, i Las Vegas og andre dele af det sydvestlige USA. Intensiveret efterforskning fra myndighedernes side har ført til en generel nedgang i organisationens aktiviteter i slutningen af 1900-tallet, men organisationen er fortsat aktiv i området omkring Chicago og i Midtvesten.

## Historie

### Grundlæggelse
De tidlige år af den organiserede kriminalitet i Chicago i slutningen af 1800-tallet og begyndelsen af 1900-tallet var kendetegnet ved flere forskellige uafhængige gadebander, der kontrollerede forskellige dele af North Side og South side, ligesom italienske bander var aktive i "Den Sorte Hånd" i bydelen Little Italy i Chicago.
Big Jim Colosimo centraliserede kontrollen over de forskellige grupperinger i begyndelsen af 1900-tallet. Colosimo var født i Calabrien i Italien i 1878 og havde emigreret til Chicago i 1895, hvor han tillagde sig en kriminel løbebane. Ved hjælp fra Johnny Torrio som Colosimo havde overtalt til at flytte fra New York til Chicago, lykkedes det ham i 1909 at trænge ind på Den Sorte Hånds enemærker. Colosimo udviklede også tætte bånd til politikere, hvilket gav ham politisk beskyttelse.

### Forbudstiden og Al Capone
I 1919 flyttede Al Capone fra New York til Chicago efter at være blevet inviteret af Torrio. Capone fik job som dørmand i et bordel, hvor han kort efter blev smittet med syfilis, en infektion, som han ikke lod sig behandle for.
Da spiritusforbuddet i USA trådte i kraft i 1920 pressede Torrio på for at banden skulle indlede aktiviteter med spiritussmugling og -handel, men Colosimo afviste at gå ind i den forretning. I marts 1920 blev Colosimo skilt fra sin hustru, der var kusine til Torrio. En måned senere blev han i hemmelighed gift med en ny hustru. Den 11. maj 1920 blev Colosimo skudt ned i sin restaurant af en ukendt gerningsmand.
Efter likvideringen af Colosimo overtog Torrio ledelsen af The Outfit. Torrio og dennes højre hånd Al Capone udvidede The Outfits aktiviteter ved at drive systematisk afpresning overofr mindre virksomheder i Chicago. Ved at lade Al Capone få en rolle som medindehaver af de forskellige mindre virksomheder fik The Outfit en formel lovlig måde at skaffe sig indkomst på.
Torrio havde lederskab af en hovedsagelig italiensk-amerikansk organisation, der var den største kriminelle bande i Chicago. Torrio ønskede at holde The Outfit udenfor voldelige konfrontationer med andre kriminelle bander i byen og forsøgte at finde forhandlingsløsninger med andre bander om konflikter over bl.a. territorier. Den noget mindre bande, The North Side Gang ledet af Dean O'Banion havde medlemmer af forskellig etnicitet lå i konflikt med Genna-brødrene, der var allieret med Torrio. O'Banion mente, at Torrio ikke gjorde nok for at hjælpe North Side Gang i konflikten med Genna-brødrene, der gik ind på North Side Gangs territorium, selv om Torrio foregav at være mægler. O'Banion blev den 10. november 1924 likvideret i sin blomsterbutik i et drab der enten var arrangeret eller accepteret af Torrio. Den nye ledelse af North Side Gang svor hævn over dem, der havde dræbt O'Banion. I slutningen af 1924 havde The Outfit under Torrio og Capone omkring 300-400 medlemmer, og The North Side Gang havde omkring 200 medlemmer.
I januar 1925 blev Al Capone udsat for et attentat, som han dog slap uskadt fra. 12 dage senere, den 24. januar, blev Torrio udsat for et attentat, hvor han blev ramt af flere skud, men overlevede. Da han kom sig overlod han ledelsen af The Outfit til Al Capone, der i en alder af 26 år blev den yngste leder af en illegal organisation, der havde aktiviteter i form af bryggerier og destillerier og et transportnetværk, der rakte ind i Canada og havde indflydelse over flere politikere og politifolk. Torrio havde stor indflydelse på etableringen af moderne organiseret kriminalitet. Han trak sig tilbage til New York og fungerede som med-grundlægger af og rådgiver til organisationen, der blev kendt som National Crime Syndicate. I Chicago kunne Capone lægge yderligere vægt på brug af vold for at forøge indtægterne. Restauranter og klubber, der nægtede at købe spiritus fra Capones gangstere blev oftest sprunget i luften; det antages at omkring 100 mennesker blev dræbt som følge af sådanne bombeangreb i 1920'erne. 1925-1926 var de mest voldelige år i Chicagos "Ølkrig", hvorunder 133 gangstere blev dræbt. Rivaler anså Capone som ansvarlig for en voldsom vækst i antallet af bordeller i byen.
Capone anses at være ansvarlig for den såkaldte Sankt Valentinsdag massakre i 1929 i et forsøg på at eliminere lederen af det konkurrerende North Side Gang, Bugs Moran. Ved massakren ankom fire af Capones mænd, to forklædt som politifolk, til S.M.C. Cartage Company, hvor de foregav at gennemføre en politirazzia. Fem medlemmer af North Side Gang og to øvrige blev stillet op ad en mur og skudt ned. Bugs Moran skulle have været til stede under angrebet, men kom for sent og undgik derved at blive dræbt.
Capone blev den 17. oktober 1931 dømt for tre tilfælde af skattesvig og idømt 11 års fængsel. Capone døde den 25. januar 1947 efter at være ramt af en apopleksi.

### Fra 1930'erne til 1950'erne
Capones næstkommanderende Frank "The Enforcer" Nitti blev også i 1931 dømt for skattesvig og idømt 18 måneders fængsel. Da Nitti blev løsladt den 25. marts 1932 overtog han ledelsen af The Chicago Outfit. Nogle historikere mener dog, at Nitti mere var en frontfigur og at den reelle ledelse lå hos Paul "The Waiter" Ricca.
Op gennem 1930'erne udvidede The Chicago Outfit aktiviteterne indenfor afpresning, spil og ågervirksomhed. Aktiviteterne strakte sig over Milwaukee and Madison i Wisconsin, Kansas City i Missouri og særlig til Hollywood og andre byer i Californien, hvor The Outfits kontrol over fagforeningerne gav mulighed for afpresning af filmindustrien.
I begyndelsen af 1940'erne blev en del af de førende gangstere i the Outfit idømt fængselsstraffe for blandt andet afpresning af filmstudierne i Hollywood og manipulation og misbrug af fagforeningen Teamsters pensionsfond. Nitti var blandt de dømte; han led af klaustrofobi og ønskede ikke at sidde i fængsel igen, og tog derfor sit eget liv. Ricca overtog herefter ledelsen af The Chicago Outfit med Tony Accardo som højre hånd; et samarbejde der varede næsten 30 år. Ricca var lige som Nitti dømt i retssagen i 1943 og blev i dømt 10 års fængsel, men ved hjælp af politiske kontakter, blev han og flere andre gangstere fra gruppen løsladt efter tre år. Som led i sin løsladelse kunne Ricca ikke have kontakt til andre gangstere, hvorfor Accardo udadtil fremstod som lederen af organisationen.
Accardo og Ricca trak sig formelt tilbage i 1957 i forbindelse med, at de amerikanske skattemyndigheder iværksatte efterforskning og overvågning af de to. Flere andre gangstere overtog herefter den formelle ledelse af gruppen. Ricca døde i 1972, hvorefter Accardo overtog den reelle ledelse af The Outfit.

### Fra 1960'erne til 1990'erne
Der har været spekulationer over, at den amerikanske mafia, herunder særlig Chicago-delen af mafiaen, udøvede indflydelse til støtte for præsidentkandidaten John F. Kennedy under det amerikanske præsidentvalg i 1960. Mafiaen lagde gennem de af mafiaen kontrollerede fagforeninger pres på fagforeningsmedlemmerne. Det er tillige hævdet, at Joseph Kennedy holdt et møde med gangsterlederen Sam Giancana før valget. Spekulationerne går på, at Kennedy-familien og mafiaen aftalte, at mafiaen ville støtte Kennedy mod at han ville se mere lempeligt på mafiaens aktiviteter som præsident. Kennedy, og særlig John F. Kennedys bror, Robert F. Kennedy, intensiverede imidlertid kampen mod mafiaen, hvilket har ledt til konspirationsteorier om, at mafiaen stod bag mordet på Robert F. Kennedy i 1968. Tilsvarende er der spekulationer om, at The Outfit var involveret et samarbejde med CIA om at vælte Fidel Castro regering på Cuba under Operation Mongoose mod til gengæld at få adgang til at genåbne kasinoerne i Cuba.
The Outfit nåede toppen af sin magt i begyndelsen af 1960'erne. Accardo benyttede ved hjælp af bl.a. Meyer Lansky og Jimmy Hoffa fagforeningen Teamsters' pensionsfond til omfattende hvidvaskning gennem kasinoer ejet eller kontrolleret af The Outfit. I 1970'erne og 1980'erne blev organisationen udsat for forøget efterforskning fra myndighedernes side, ligesom indtægterne ved ulovlige aktiviteter blev formindsket. I begyndelsen af 1980'erne blev en række fremtrædende medlemmer af The Outfit dømt for forsøg på bestikkelse af en senator, ligesom det lykkedes myndighederne at optrevle et omfattende netværk af korrupte dommere, advokater og politifolk, der var kontrolleret af The Outfit og som havde sikret The Outfit immunitet ved domstolene.
Accardo døde i 1992 uden nogensinde at være blevet dømt for kriminalitet.

### 2000'erne til i dag
Øget fokus for politi og anklagemyndighed har medført, at organisationens indflydelse efter 2000 er blevet formindsket. I 2005 blev 14 medlemmer af The Outfit tiltalt under den amerikanske Racketeer Influenced and Corrupt Organizations Act rettet mod kriminelle netværk. Blandt de tiltalte vat Nicholas Calabrese, der risikerede en livstidsdom. Calabrese besluttede at vidne til fordel for anklage myndighederne og gav information om 14 drab, som han personligt havde været involveret i og om yderligere 22 drab gennem de foregående 30 år, som han havde kendskab til.
I 2007 var det anslået, at The Outfit havde 28 officielle medlemmer og mere en 100 personer tilknyttet organisationen.
Leder af The Chicago Outfit fra 1996 til 2018 anses af være John DiFronzo, og det antages, at organisationen siden 2021 har været ledet af Salvatore "Solly D" DeLaurentis.

## Ledere gennem tiden

### Ledere (officielt og fungerende)
| Navn og kaldenavn(e)                                                 | Billede | År   | År        | Noter                                                                         |
| -------------------------------------------------------------------- | ------- | ---- | --------- | ----------------------------------------------------------------------------- |
| Vincenzo Colosimo Big Jim, Diamond Jim                               |         | 1910 | 1920      | Dræbt den 11. maj 1920.                                                       |
| John D. Torrio Papa Johnny, The Fox                                  |         | 1920 | 1925      | Trak sig tilbage efter et mordforsøg.                                         |
| Alphonse "Al" Capone Al Brown, Scarface, Snorky                      |         | 1925 | 1931      | Dømt for skattesvig i 1931.                                                   |
| Ralph Capone (fungerende) Bottles                                    |         | 1929 | 1930      | Trak sig tilbage.                                                             |
| Frank Nitti (født Francesco Nitto) The Enforcer                      |         | 1931 | 1943      | begik selvmord i 1943.                                                        |
| Paul Ricca (Born Felice DeLucia) The Waiter                          |         | 1943 | 1947      | Dømt for afpresning i 1943; trak sig tilbage i 1947.                          |
| Anthony "Tony" Accardo (Born Antonino Accardo) Joe Batters, Big Tuna |         | 1947 | 1957      | Trak sig tilbage i 1957, men forblev "grå eminence" for mafiaen.              |
| Salvatore "Sam" Giancana Mooney, Mo, Momo                            |         | 1957 | 1966      | Flygtede til Mexico for at undgå fængsling i 1966, afsat af Ricca og Accardo. |
| Samuel Battaglia (Born Salvatore Battaglia) Teets                    |         | 1966 | 1967      | Idømt langvarig fængselsstraf i 1967.                                         |
| Felix Alderisio Milwaukee Phil                                       |         | 1967 | 1971      | Idømt fængselsstraf i 1967–1969, død i 1971.                                  |
| Joseph Aiuppa Joey Doves, Joey O'Brien                               |         | 1971 | 1986      | Fængsselsstraf i 1986.                                                        |
| Joseph Ferriola Joe Nagall, Mr. Clean                                |         | 1986 | 1989      | Død som følge af hjerteproblemer i 1989.                                      |
| Samuel Carlisi Sam Wings, Black Sam                                  |         | 1989 | 1996      | Idømt fængselsstraffe i 1993–1994 og 1996, død i 1997.                        |
| John DiFronzo No Nose                                                |         | 1996 | 2014      | Delvist trukket sig tilbage i 2014, død af Alzheimers sygdom i 2018.          |
| Salvatore DeLaurentis Solly D                                        |         | 2014 | Nuværende |                                                                               |

## I populærkulturen
The Chicago Outfit har været et yndet emnet i film og tv. Organisationen har spillet en rolle i bl.a. følgende film og tv-serier.

### Film
- Little Caesar (1931)
- Scarface (1932)
- Chicago Syndicate (1955)
- The Scarface Mob (tv-film, 1959)
- Al Capone (1959)
- The St. Valentine's Day Massacre (1967)
- Point Blank (1967)
- Bullitt (1968)
- The Outfit (1973)
- Capone (1975)
- Thief (1981)
- Raw Deal (1986)
- The Untouchables (1987)
- Midnight Run (1988)
- Next of Kin (1989)
- The Firm (1993)
- Casino (1995)
- Payback (1999)
- Road to Perdition (2002)
- Public Enemies (2009)
- Chicago Overcoat (2009)
- Gangster Land (2017)
- Capone (2020)
- The Outfit (2022)

### Tv-serier
- The Rat Pack (1998)
- Prison Break (2005–2009)
- The Chicago Code (2011)
- Mob Wives: Chicago (2012)
- The Mob Doctor (2012–2013)
- Boardwalk Empire (2010–2014)
- The Making of the Mob: Chicago (2016)